# Defensor Sporting Club
Der Defensor Sporting Club, bekannt als Defensor Sporting, ist ein Sportverein aus Montevideo, Uruguay. Die Vereinsfarben sind Violett und Weiß.

## Geschichte

### Herkunft des Namens
Bezüglich des Vereinsnamens und dessen Herkunft existieren im Wesentlichen zwei unterschiedliche Versionen. Danach sollen die dem Verein verbundenen Arbeiter der nahegelegenen Glas-Fabrik ihn während der zu jener Zeit vorherrschenden Arbeitskämpfe als „Defensores de la Huelga“ (dt. in etwa: „Verteidiger des Streiks“) bezeichnet haben. Die zweite Variante besagt, dass die Mannschaft ihren Namen symbolisch als „Verteidiger“ des Barrios und der Gegend um Punta Carretas erhielt. Auch wird berichtet, die 1904 gegründete Fabrik selbst habe den Namen „Defensores de la Huelga“ getragen und Alfredo Ghierra habe den Verein daher danach benannt.

### Gründung und Zeit des Amateurfußballs
Der Klub wurde am 15. März 1913 als Defensor Football Club im Barrio Punta Carretas nahe dem Parque Urbano gegründet. Die Trikotfarben des Vereins sollten ursprünglich komplett grün gestaltet werden. Da jedoch mit Belgrano bereits eine Mannschaft der Liga diese Farben verwendete, entschied man sich für ein schwarzes Trikot mit hellblauem Streifen. Im weiteren Verlauf der Geschichte schwenkte man dann auf das heutige violette Trikot um. Erster Präsident des Vereins war Nicolás Podestá. Nach der Einschreibung in die Liga Uruguaya de Football startete man in der Tercera División. Die erste offizielle Partie trug der Verein dort in der Meisterschaft im Jahre 1913 gegen Independencia aus. Das Spiel endete 5:0. Nach Aufstieg in die Zweite Liga stellte man 1914 den Durchmarsch in die seinerzeit als Amateurliga ausgestaltete Primera División sicher. Das Debüt in Uruguays höchster Spielklasse feierte der Verein dann am 8. April 1915 mit einem 0:0 gegen die Wanderers. Wenig später trat man auch auf internationaler Ebene erstmals in Erscheinung, als man am 25. Mai 1915 auf den argentinischen Erstligisten Club Atlético Atlanta traf. Das mit einem 2:1-Sieg zugunsten Defensors endende Freundschaftsspiel wurde in Parque Chacabuco ausgetragen. Das erste Spielfeld Defensors befand sich an der damaligen Calle Zamayúa, der heutigen Julio Herrera y Reissig neben der heutigen ingenieurwissenschaftlichen Fakultät (Facultad de Ingeniería) der Universidad de la República. Von dort zog man bereits 1915 auf einen an der José Ellauri, Ecke Joaquín Núñez gelegenen Platz um. Erneut zwei Jahre später trug man die Spiele im Parque Ricci an der Straße Capitán Videla zwischen Alarcón und Diego Lamas aus. Im Jahr 1917 stieg man dann aus der Primera División als Tabellenletzter ab und trat erst im Jahr 1923 wieder auf höchster Ligaebene in Erscheinung. Dieses Mal aber während der Phase der Spaltung der Organisationsstruktur des uruguayischen Fußballs in der Parallel-Meisterschaft der Federación Uruguaya de Football (FUF) und unter dem Namen Club Atlético Defensor. Vereinspräsident war in jenem Jahr José Capozzoli, 1925 übernahm Luis Franzini dieses Amt. Nach einem 11. Rang 1923 wurde man 1924 Tabellen-Fünfter. Ab 1927 spielte der Verein wieder unter dem Dach der Asociación Uruguaya de Fútbol (AUF) erstklassig. Bereits am 21. September 1926 hatte man das neue, nunmehr in Parque Rodó befindliche Spielfeld eingeweiht, das 1963 in Estadio Luis Franzini umbenannt werden sollte. Beim mit einem 4:1-Sieg endenden Eröffnungsspiel jenes Tages gegen die Mannschaft des CA Cerro erzielte Santiago Celsi das erste Tor an neuer Wirkungsstätte. Bis zur Einführung des Profifußballs in Uruguay im Jahre 1932 blieb Defensor sodann erstklassig. In der Spielzeit 1929 erreichte Defensor mit Rang drei der Abschlusstabelle das beste Ergebnis.

### Beginn der Profifußball-Ära bis zur ersten Meisterschaft
Die erste Begegnung in der nunmehr als Profiliga ausgestalteten Primera División absolvierte Defensor am 22. Mai 1932 gegen Bella Vista. Das erste Profijahr beendete man als Tabellen-Vierter. Fortan spielte Defensor weiter in der höchsten Spielklasse. 1937 verhinderte man nur knapp den Abstieg, als man Racing in der Relegation mit 4:1 schlug. Für das Jahr 1941 ist der Beginn der zweiten bis 1962 währenden Amtszeit des in jenem Jahr auch verstorbenen Luis Franzini verzeichnet, der wenig später Namensgeber des Stadions Defensors wurde. Nachdem man bis dahin in der Profi-Aera ohne Titelgewinn blieb, aber bereits in den Jahren 1944 und 1945 in der Liga mit jeweils einem dritten Tabellenplatz die bis dahin beste Platzierung in der Profiliga aufwies, verzeichnete Defensor schließlich im Jahr 1947 den Sieg im Torneo de Honor.
Die Mannschaft, die seinerzeit den Triumph sicherstellte, bestand aus den folgenden Spielern:
Juan Bianchini, Julio Barrios, José Vázquez, Alfredo Young, José Riobo, Carlos Chagas, Alcides Mañay, Juan Emilio Píriz, Ramón Castro, José "Loncha" García, Walter Clavares, Raúl Sarro und Ramón Ferrés
Im Jahr dieses Titelgewinns erreichte man zudem erstmals inoffiziell die uruguayische Vize-Meisterschaft, als man sich in den diesbezüglichen Play-offs gegen die punktgleichen Teams Peñarols und der Rampla Juniors durchsetzte. Da allerdings die Partie Defensors gegen die Rampla Juniors nicht ausgetragen wurde (Defensor hatte Peñarol mit 3:1 besiegt, die Rampla Juniors gegen Peñarol mit 1:2 verloren) ist dieser Zweite Meisterschaftsrang nicht offiziell vergeben worden. 1960 sicherte man sich eine weitere Trophäe, als man im Torneo Nacional Copa Artigas die Oberhand behielt.
1976 gelang es Defensor unter Trainer Ricardo de León als erstem Fußballverein seit Einführung der Profiliga in Uruguay, die Vorherrschaft von Nacional und Peñarol zu durchbrechen und den uruguayischen Meistertitel zu gewinnen.
Der Kader im Meisterjahr setzte sich unter anderem aus den nachfolgend genannten Spielern zusammen, die vom neben de León aus Julio Santos (Preparador Físico) und Alberto Silva (Zeugwart) bestehenden Trainerteam zum Titel geführt wurden:
Gregorio Pérez, Francisco Salomón, Baudilio Jáuregui, Fredy Clavijo, Beethoven Javier, Liber Arispe, Luis Cubilla, José G. Gómez, Pedro Graffigna, Pedro Álvarez, Rudy Rodríguez, Ricardo Conde, Ricardo Meroni, Ricardo Ortíz, Rodolfo Rodríguez, Alberto Santelli, Guillermo Flores, Jacinto Calleros, Fernando Álvez, Daniel Mayol, Julio Fillipini, Omar Mondada, Alfredo Cáceres und Julio Leiva

### 1976 bis zur Gegenwart
Durch den ebenfalls im Jahre 1976 errungenen Sieg in der Liguilla erreichte Defensor erstmals den internationalen Wettbewerb um die Copa Libertadores, an dem man seither bis heute (Stand: Juni 2013) elfmal teilnahm. Trainer Raúl Moller führte Defensor sodann 1987 zum zweiten Landesmeistertitel der Vereinsgeschichte. 1989 erfolgte nach einer Fusion mit dem Basketball-Verein Sporting Club Uruguay die Umbenennung in Defensor Sporting Club. 1991 triumphierte man unter der Ägide Juan Ahuntchaíns abermals in der Meisterschaft. 2007 klassierte man sowohl in der Copa Libertadores als auch in der Copa Sudamericana (insgesamt nahm man an diesem Wettbewerb bislang zweimal teil) als Fünfter. Die letzte und somit vierte gewonnene Meisterschaft datiert aus der Saison 2007/08. Jorge Da Silva zeichnete dabei als Trainer verantwortlich. In jener Saison gewann man das Torneo Apertura 2007 und rangierte in der Jahresgesamttabelle an erster Stelle. Nachdem man das Halbfinalhinspiel am 22. Juni 2008 beim Clausura-Gewinner Peñarol mit 1:2 gewann und das Rückspiel am 25. Juni 2008 0:0 endete, stand Defensor als Meister fest, da die Austragung von finalen Entscheidungsspielen zwischen dem Sieger der Gesamttabelle und dem Gewinner aus dem Duell von Apertura- und Clausura-Sieger nun obsolet war.
In diesen entscheidenden Spielen gegen Peñarol bestand der Kader des Meisterteams aus folgenden Spielern:
Martín Silva, Pablo Pintos, Mario Risso, Andrés Lamas, Sebastián Ariosa, Julio Marchant, Pablo Gaglianone, Miguel Amado, Jairo Castillo, Diego De Souza, Sebastián Fernández, Régis Lima, Tabaré Viudez, William Ferreira Martínez, Fernando Rodríguez, Diego Ferreira, Juan Martín Parodi, Juan Pablo Rodríguez und Hugo Costela
2009 erreichte man in der Copa Libertadores das Viertelfinale, scheiterte dort jedoch am späteren Gesamtsieger Estudiantes de La Plata. In der jüngsten Vergangenheit gewann der Verein in den Jahren 2009 und 2012 jeweils das Torneo Clausura. In der Spielzeit 2012/13 belegte der Verein nach der Apertura den zweiten Tabellenrang. Dem ließ man abermals den Sieg in der Clausura folgen, so dass man sich für die Entscheidungsspiele um die uruguayische Meisterschaft gegen Peñarol qualifizierte. Dort unterlag man jedoch. Die nachfolgende Spielzeit verlief dagegen auf nationaler Ebene äußerst erfolglos. Als Zwölfter der Apertura und Neunter der Clausura belegte Defensor in der Jahresgesamttabelle der Saison 2013/14 nur den 11. Platz. In der Copa Libertadores 2014 stieß die Mannschaft Defensors dagegen bis ins Halbfinale vor und unterlag erst dort gegen den paraguayischen Vertreter Club Nacional.
Defensor Sporting spielt in der Saison 2021 in der Segunda Divisíon Profesional, nachdem es in der Vorsaison auf dem 14. Rang der Abstiegstabelle gelandet war.

## Erfolge
- 4 × Uruguayischer Meister: 1976, 1987, 1991, 2007/08
- 4 × Torneo Apertura: 1994, 2007, 2010, 2017
- 4 × Torneo Clausura: 1997, 2009, 2012[9], 2013
- 8 × Gewinn der Liguilla Pre-Libertadores (nationale Vorausscheidung zur Copa Libertadores): 1976, 1979, 1981, 1989, 1991, 1995, 2000, 2006
- 8 × Copa Montevideo: 1976, 1979, 1982, 1987, 1991, 1994, 1995, 1997
- Campeonato Nacional General Artigas: 1960
- Liga Mayor: 1978
- Torneo Honor: 1947
- Torneo Cuadrangular: 1957

## Stadion
Heimstadion von Defensor ist das in Montevideo im Stadtteil Parque Rodó gelegene Estadio Luis Franzini (etwa 16.000 Plätze).

## Trainer
- Raúl Moller
- Juan Tejera
- Juan Ahuntchaín
- Mario Alles[10]
- 1977: Mario Patrón[11]
- 1980 bis 1983: Baudilio Jáuregui
- 1996 bis mind. 1997: Ricardo Ortiz
- 1998: Eduardo Acevedo
- mind. Mai 2001: Manuel Keosseián[10]
- Jorge da Silva (2007–2009)
- Hebert Silva Cantera
- Mai 2010 bis Dezember 2011: Pablo Repetto[12]
- mindestens seit 2013 bis 25. November 2013: Tabaré Abayuba Silva[13][14]
- 26. November 2013 bis 17. November 2014: Fernando Curuchet (Co-Trainer: Gerardo Miranda, Preparador físico: Paolo Copatti)[15]
- ab 17. November 2014: Heber Silva Cantera[16]
- 1. Januar 2015 bis Juni 2015: Mauricio Larriera[17][18][19]
- ab 1. Juli 2015: Juan Tejera (mit Co-Trainer Fernando Helo)[20]
- seit Februar 2016: Eduardo Acevedo[21]

## Frauenfußball
Die Frauenfußballmannschaft von Defensor Sporting gewann 2021 erstmals die uruguayische Fußballmeisterschaft.

## Basketball
Seit 1918 hat Defensor Sporting 18 mal die Landesmeisterschaft von Uruguay gewonnen und gehört damit zu Leistungsspitze des Landes. Höhepunkt sind zwei Siege im Südamerikapokal der Meister in der zweiten Hälfte der 1950er-Jahre.

### Erfolge
- Südamerikapokal der Meister: 1956, 1958
- Uruguayischer Meister: (20 ×) 1918, 1922, 1924, 1926, 1927, 1930, 1932, 1933, 1934, 1936, 1938, 1949, 1950, 1951, 1955, 1980, 1985, 2003